# Snub Pollard
Harry "Snub" Pollard (9 de novembro de 1889 – 19 de janeiro de 1962) foi um ator e comediante do cinema mudo, popular na década de 1920. Ele nasceu Harold Fraser Pollard, em Melbourne, Austrália, em 1889.